# 1758 en architecture
| Années de l'architecture : 1755 - 1756 - 1757 - 1758 - 1759 - 1760 - 1761    |
| Décennies de l'architecture : 1720 - 1730 - 1740 - 1750 - 1760 - 1770 - 1780 |

Cet article présente les faits marquants de l'année 1758 en architecture.

## Réalisations
- Début de la construction de l'église Sainte-Geneviève (le Panthéon de Paris) par Jacques-Germain Soufflot (fin en 1791).
- Début de la construction du pavillon de Hanovre, boulevard des Italiens à Paris (remonté en 1933 dans le parc de Sceaux), par Jean-Michel Chevotet, l'un des derniers exemples du style rocaille (fin en 1760).

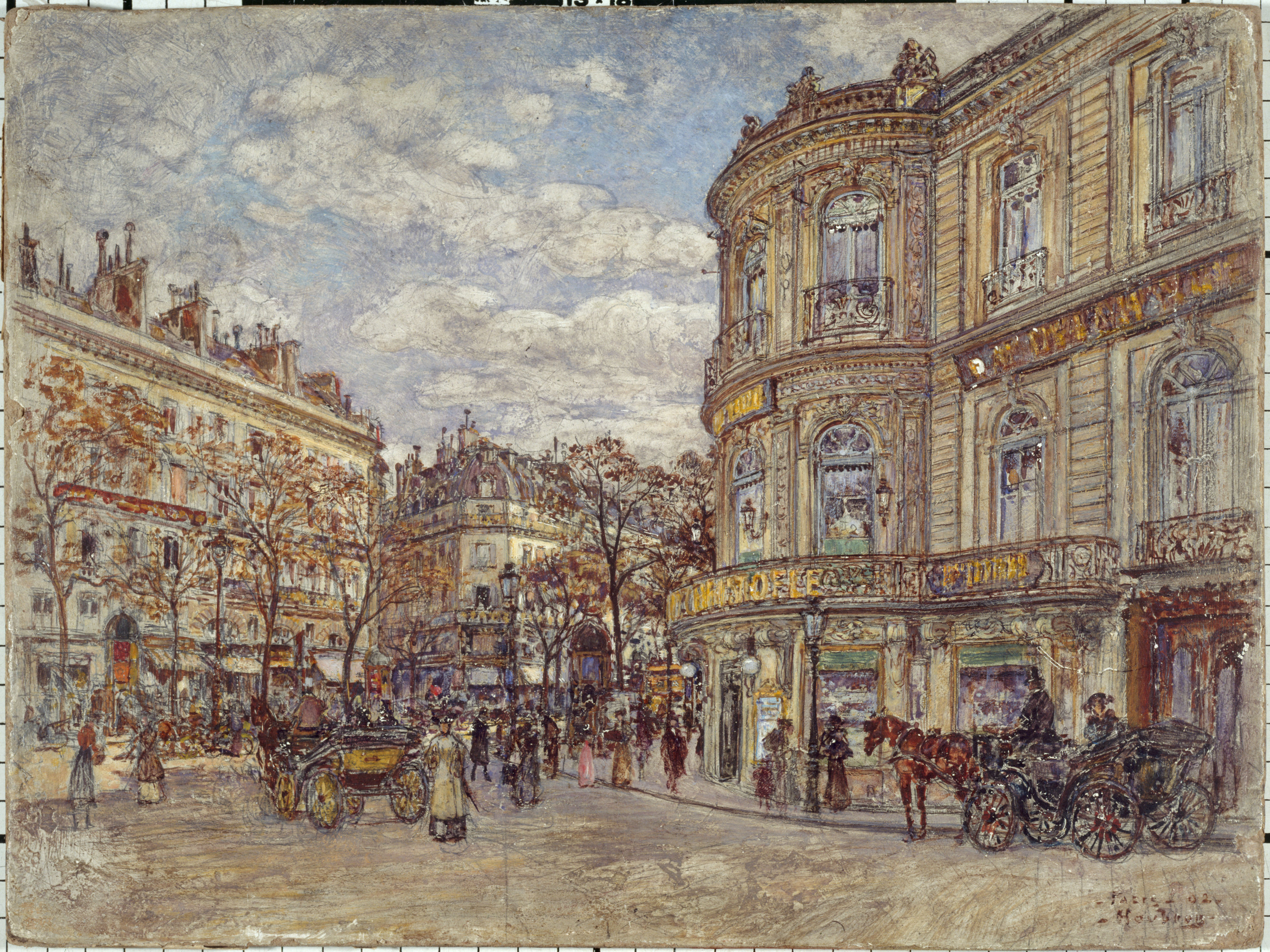
Le pavillon de Hanovre en place à Paris (peinture de Frédéric Houbron, 1902).

- Arc de São Bento, arche monumentale sur la Rua de São Bento, à Lisbonne.
- Juillet : début de la construction de l'hôtel de Chavannes, boulevard du Temple (détruit), l'un des premiers exemples du néoclassicisme, par Pierre-Louis Moreau-Desproux (fin en 1760).

## Événements
- x

## Récompenses
- Prix de Rome (sujet : « Un pavillon sur le bord d'une rivière, à l'angle d'une terrasse, avec la faculté de donner à l'angle la forme que l'on jugera à propos [...] Le pavillon sera couvert à l'italienne en terrasse et son toit sera caché [...] On pourra observer des rampes pour descendre à la rivière et s'embarquer. ») : Mathurin Cherpitel au titre de 1758 et Jean-François-Thérèse Chalgrin au titre de l'année 1757 ; Jacques Gondouin et Claude Jean-Baptiste Jallier de Savault, seconds grands prix ex aequo.

## Naissances
- x

## Décès
- 26 mars : Jean-Baptiste Franque (°1683).
- Jean-Sylvain Cartaud (°1675).